# تین کن بی، کوئینزلند
تین کن بی (به انگلیسی: Tin Can Bay) یک شهرک در استرالیا است که در کوئینزلند واقع شده‌است.